# Crveni trg
Crveni trg (ruski: Красная площадь, Krasnaja ploščad’) je najpoznatiji moskovski gradski trg. Trg odvaja Moskovski kremlj, nekadašnju carsku, a današnju službenu rezidenciju ruskoga predsjednika, od stare povijesne trgovačke četvrti Kitaj-gorod (što se često greškom prevodi kineski grad). Kako se glavne moskovske ulice upravo odavde šire u svim smjerovima, Crveni trg se često smatra središnjim moskovskim trgom i srcem cijele Rusije. God. 1991., Crveni trg je, zajedno s Kremljem, uvršten na Unescov popis svjetske baštine.

## Povijest trga
Na mjestu današnjeg Crvenog trga, nekada su se nalazile drvene građevine koje su srušene 1493. godine na zapovijed cara Ivana III. Car je donio tu odluku zbog učestalih požara koji bi se u trenu proširili na svu ostalu drvenu građu. Novootvoreni prostor postepeno se razvio u glavnu moskovsku tržnicu. Kasnije se koristio za razne javne svečanosti i proklamacije, a s vremena na vrijeme poslužio je i kao mjesto krunidbe ruskih careva. Trg se postupno izgrađivao i dobio današnji izgled. Kako i nekad, tako i danas služi za razne službene ceremonije ruske vlade. 
Zanimljivo je da ime Crveni trg nije izvedeno prema boji ploča koje ga popločuju. Nije ni izvedeno od crvene boje koja asocira na komunizam. Naime, u ruskom jeziku pridjev красный / krasnyj ima dva značenja. Prvo, glavno značenje je crveni, a drugo arhaično značenje je krasan, lijep baš kao i u hrvatskom jeziku. Pridjev krasnaja (u arhaičnom značenju) se isprva odnosio na Katedralu Vasilija Blaženog, a naknadno se prenijelo i na obližnji trg, negdje u 17. stoljeću.  Nekoliko starijih ruskih gradova nazvalo je svoje glavne trgove također imenom Krasnaja ploščad’ prema središnjem moskovskom trgu. 
Tijekom sovjetske ere, Crveni trg je zadržao svoj značaj, postavši glavnim trgom nove sovjetske države. Uz to što je postao službena adresa sovjetske vlade, postao je i poznat po vojnim paradama. Ne bi li se napravilo mjesta za teška vojna vozila koja nisu mogla ući na trg, komunisti su odlučili srušiti Kazanjsku katedralu i Iverskuju kapelu s vratima uskrsnuća (oba srušena zdanja su nanovo izgrađena nakon devedesete). Razmatrala se i mogućnost rušenja moskovskog najpoznatijeg simbola – Katedrale Vasilija Blaženog.  Legenda kaže kako je Staljinov suradnik i osoba koja je bila na čelu projekta rekonstrukcije Moskve - Lazar Kaganovič, pripremio poseban plan obnove Crvenog trga u kojem je katedrala uklonjena. Plan je predočio Staljinu gdje ga je uvjeravao kako je to zdanje trn u oku i glavna zapreka za parade i promet uopće. Staljin mu je prigovorio s poznatom rečenicom: “Lazare! Vrati je nazad!” 
Među najpoznatije moskovske parade ubraja se ona iz 1941. kada je grad bio opkoljen Nijemcima i kada su vojne jedinice izravno s Crvenog trga išle na prvu crtu bojišnice, i Parada pobjede 1945. kada su preživjeli vojnici bacali zastave poražene nacističke vojske ispred Lenjinovog mauzoleja.   
Dana 28. svibnja 1987., devetnaestogodišnji njemački pilot Mathias Rust prizemljio se lakim zrakoplovom na Vasiljevski dol odmah pokraj Crvenog trga.

## Znamenitosti
Svaka zgrada na Crvenom trgu ima svoju povijest. Jedna od njih je i Lenjinov mauzolej u kojem je izloženo balzamirano tijelo Vladimira Iljiča Lenjina, osnivača Sovjetskog Saveza.  Pokraj mauzoleja je obnovljena Katedrala Vasilija Blaženog sa svojih jedanaest tornjeva, a tu je također i Kremlj sa svojim katedralama.  S istočne strane nalazi se GUM, nekadašnja najveća trgovačka kuća u SSSR-u, a pokraj nje obnovljena Kazanjska katedrala. Na sjevernoj strani nalazi se Državni povijesni muzej. Jedini spomenik na trgu je brončani spomenik Kuzmi Minjinu i Dmitriju Požarskom koji su pomogli u oslobađanju Moskve od Poljaka 1612. godine. 
- Vrata Uskrsnuća (ulaz na trg)
- Mjesto lubanja
- Tržni centar GUM
- Kazanjska katedrala
- Državni povijesni muzej

## Vanjske poveznice
- Satelitska snimka Crvenog trga
- Povijest Crvenog trga
- Vodič po moskovskom Crvenom trgu